# 대서양림
대서양림(포르투갈어:Mata Atlântica)는 브라질의 히우그란지두노르치주부터 히우그란지두술주, 파라과이의 내륙 지방과 아르헨티나의 일부 지방까지의 대서양방면 해안에 걸쳐있는 열대 우림이다.
대서양 수풀림은 열대 우림이 남위 24도까지 형성되어 있다는 점이 특이한데, 이는 계절풍의 영향이 크다.

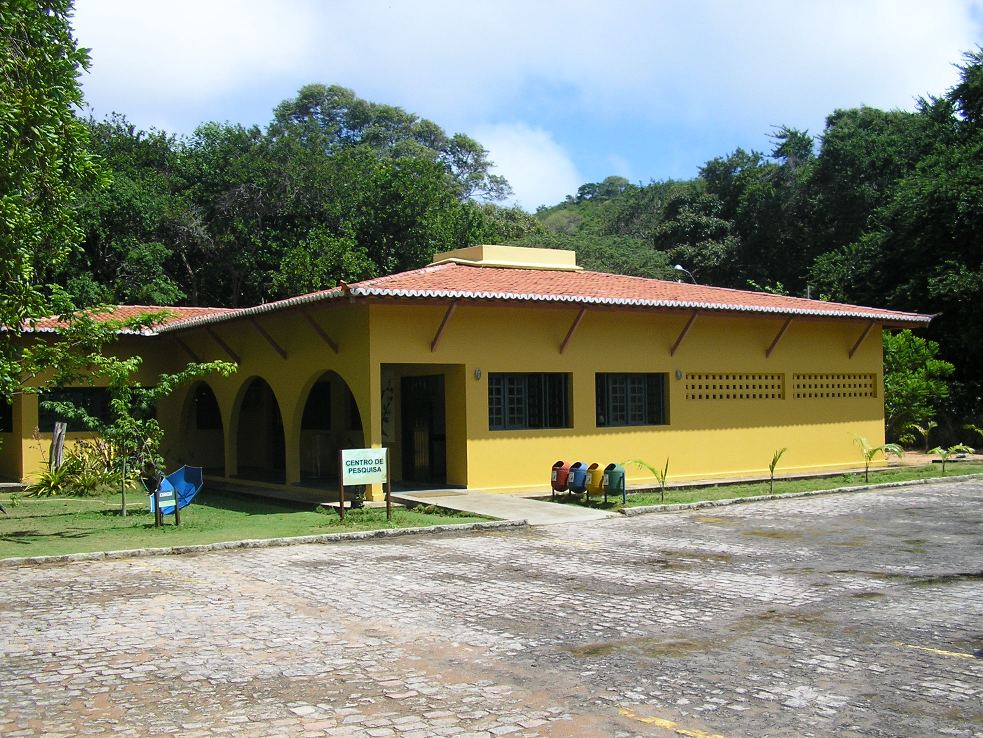
두나스 공원은 브라질 대서양 삼림중 가장 보존범위가 큰 곳중 하나이다.

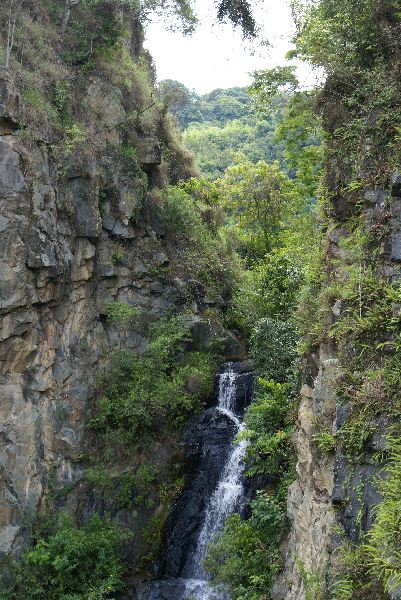
파라냐에 있는 쿠리티바 폭포.

## 같이 보기
- 생물 다양성 핫스팟